# Henry Aldous Dixon
Henry Aldous Dixon, född 29 juni 1890 i Provo i Utahterritoriet, död 22 januari 1967 i Ogden i Utah, var en amerikansk republikansk politiker. Han var ledamot av USA:s representanthus 1955–1961.
Dixon avlade kandidatexamen vid Brigham Young University, masterexamen University of Chicago och doktorsexamen University of Southern California. Han undervisade vid Weber Academy från och med 1914 och tjänstgjorde där därefter som rektor 1919–1920 och 1937–1953. Lärosätet, som senare kom att heta Weber State University, bytte 1918 namn till Weber Normal College och 1922 till Weber College. Han var dessutom rektor vid Utah State Agricultural College 1953–1954. Dixon var också verksam inom bankbranschen. År 1955 efterträdde han Douglas R. Stringfellow som kongressledamot och efterträddes 1961 av M. Blaine Peterson.